# Championnat d'Azerbaïdjan de football 2018-2019
Navigation
Édition précédente Édition suivante
La saison 2018-2019 du Championnat d'Azerbaïdjan de football est la vingt-septième édition de la première division en Azerbaïdjan. Les huit meilleurs clubs du pays sont regroupés au sein d'une poule unique où ils s'affrontent quatre fois, deux fois à domicile et deux fois à l'extérieur. En fin de saison, le dernier du classement est relégué et remplacé par le champion de deuxième division.
Lors de cette saison, Qarabağ FK défend son titre face à 7 autres équipes.
Trois places qualificatives pour les compétitions européennes sont attribuées par le biais du championnat (1 places au premier tour de qualification de la Ligue des champions 2019-2020 et 2 places au premier tour de qualification de la Ligue Europa 2019-2020). Une autre place qualificative pour la Ligue Europa sera garantie au vainqueur de la Coupe d'Azerbaïdjan. Il n'y a pas de relégation cette saison.

## Participants
Légende des couleurs
- Deuxième tour de qualification de la Ligue des Champions 2018-2019
- Premier tour de qualification de la Ligue Europa 2018-2019
- Promu de Birinci Divizionu 2017-2018

| Club          | Se maintient depuis | Classement 2017-2018 | Stade                              | Capacité théorique |
| ------------- | ------------------- | -------------------- | ---------------------------------- | ------------------ |
| Qarabağ FK    | 1992                | 1                    | Azersun Arena                      | 5 800              |
| FK Qabala     | 2006                | 2                    | Gabala City Stadium                | 2 000              |
| Neftchi Bakou | 1992                | 3                    | Bakcell Arena                      | 11 000             |
| Zirə FK       | 2015                | 4                    | Zira Olympic Sport Complex Stadium | 1 500              |
| FK Sumgayit   | 2011                | 5                    | Kapital Bank Arena                 | 1 500              |
| Keşla FK      | 1999                | 6                    | Inter Arena                        | 8 125              |
| Sabail FK     | 2018                | 7                    | Stade Bayil                        | 5 000              |
| Sabah FC      | 2019                | 1er (D2)             | Alinja Arena                       | 13 000             |

## Compétition

### Classement
Le classement est calculé avec le barème de points suivant : une victoire vaut trois points, le match nul un. La défaite ne rapporte aucun point.
En cas d'égalité de points les critères sont : 
1. le plus grand nombre de points en confrontation directe;
2. la différence de but dans les confrontations directes ;
3. plus grand nombre de buts ;
4. plus grand nombre de buts à l'extérieur dans les confrontations directes ;
5. plus grande différence de buts générale ;
6. plus grand nombre de buts marqués

| Rang | Équipe           | Pts | J  | G  | N | P  | Bp | Bc | Diff |
| ---- | ---------------- | --- | -- | -- | - | -- | -- | -- | ---- |
| 1    | Qarabağ FK T     | 66  | 28 | 20 | 6 | 2  | 65 | 21 | +44  |
| 2    | FK Neftchi Bakou | 58  | 28 | 17 | 7 | 4  | 52 | 26 | +26  |
| 3    | Sabail FK        | 41  | 28 | 12 | 5 | 11 | 34 | 37 | -3   |
| 4    | FK Qabala C      | 36  | 28 | 9  | 9 | 10 | 31 | 33 | -2   |
| 5    | Zirə FK          | 31  | 28 | 8  | 7 | 13 | 30 | 40 | -10  |
| 6    | FK Sumgayit      | 29  | 28 | 8  | 5 | 15 | 24 | 42 | -18  |
| 7    | Sabah FK P       | 27  | 28 | 7  | 6 | 15 | 20 | 41 | -21  |
| 8    | Keşla FK         | 23  | 28 | 6  | 5 | 17 | 29 | 45 | -16  |

Légende
- 1er : Qualification pour le premier tour de qualification de la Ligue des champions 2019-2020
- C : Qualification pour le deuxième tour de qualification de la Ligue Europa 2019-2020
- 2e et 3e : Qualification pour le premier tour de qualification de la Ligue Europa 2019-2020

Abréviations
- T : Tenant du titre
- C : Vainqueur de la Coupe d'Azerbaïdjan 2018-2019
- P : Promu de Birinci Divizionu 2017-2018

## Déroulement de la saison
- Lors de la quatrième journée le match Sebail FK - Zirə FK qui s'est terminé sur le score de 1-1 a été validé 3-0, l'équipe visiteuse ayant oublié d'inscrire un joueur U-21 sur la feuille de match[3].

## Tableau d'honneur
| Championnat d'Azerbaïdjan de football 2018-2019                        |                       |
| Champion                                                               | Qarabağ FK (7e titre) |
| Dauphin                                                                | Neftchi Bakou         |
| Coupes et trophées                                                     |                       |
| Vainqueur de la Coupe d'Azerbaïdjan 2018-2019                          | Qabala FK             |
| Qualifications continentales                                           |                       |
| Ligue des champions 2019-2020                                          | Qarabağ FK            |
| Ligue Europa 2019-2020                                                 | Qabala FK             |
| Ligue Europa 2019-2020                                                 | Neftchi Bakou         |
| Ligue Europa 2019-2020                                                 | Sabail FK             |
| Promotions et relégations                                              |                       |
| Promus en Championnat d'Azerbaïdjan de football                        | Aucune promotion      |
| Relégués en Championnat d'Azerbaïdjan de football de deuxième division | Aucune relégation     |